# Кальви, Феличе
Граф Феличе Кальви (итал. Felice Calvi; 16 декабря 1822, Милан — 24 апреля 1901, Милан) — итальянский историк и прозаик.
Представитель старинного аристократического рода. Окончил юридический факультет Павийского университета, состоял на государственной службе, с 1870 года был директором миланского общественного ломбарда.
Дебютировал как литератор историческим романом «Замок в Римской Кампанье» (итал. Un castello nella Campagna romana; 1852), за которым последовала трилогия романов из современной жизни: «Королева моды» (итал. Una regina della moda; 1857), «Леонильда» (1860) и «Клавдия» (1862).
Первый собственно исторический труд Кальви был посвящён истории общественных ломбардов (итал. Vicende del Monte di pietà; 1871). За ним последовало исследование «Миланская знать» (итал. Il Patriziato Milanese; 1874, второй том 1876) и ряд других работ, из которых наибольшее значение имел том «Замок Висконти-Сфорца в истории Милана» (итал. Il Castello Visconteo-Sforzesco nella storia di Milano dalla sua fondazione al di 22 mayo 1848; 1894), в котором через историю Замка Сфорца раскрывалась история города на протяжении более чем пяти веков. Кроме того, Кальви внёс значительный вклад в создание коллективного труда «Знаменитые семейства Милана» (итал. Famiglie notabili Milanesi; 1875—1887).
С 1895 года — президент Ломбардского исторического общества.